# Miercurea Sibiului
Miercurea Sibiului (en alemany: Reußmarkt; hongarès: Szerdahely) és una ciutat a l'oest del comtat de Sibiu, al sud de Transsilvània, al centre de Romania, 34 km (21 mi) a l'oest de la capital del comtat, Sibiu.

## Administració
Miercurea Sibiului va ser declarada ciutat el 2004 i és una de les més petites i menys urbanitzades del país.
La ciutat administra dos pobles:
- El poble d’Apoldu de Sus (Großpold; Nagyapold), 5 Km de distància
- El poble de Dobârca (Dobring; Doborka), 8 Km de distància.

A més, 5 A km hi ha una petita ciutat termal, Băile Miercurea.
Segons el cens del 2011, el 83,1% dels habitants eren romanesos, el 14,7% gitanos i l’1,9% alemanys.

## Geografia
La ciutat es troba a la zona de contacte entre l'altiplà de Transsilvània i les muntanyes Cindrel, un massís del grup de les muntanyes Parâng als Carpats del Sud, en una petita depressió formada pel riu Secaș. El riu Dobârca és un afluent esquerre del Secaș que travessa el poble homònim. El riu Apold i el seu afluent esquerre, el Rod, discorren pel poble Apoldu de Sus.
Miercurea Sibiului té els veïns següents: al nord, els pobles Boz, Drașov i Cunța al comtat d'Alba; a l'oest, els pobles Câlnic, Reciu i Gârbova al comtat d'Alba; al sud, les comunes Poiana Sibiului, Tilișca i Jina al comtat de Sibiu; i a l'est, el poble Aciliu i la comuna Apoldu de Jos al comtat de Sibiu.
La ciutat està situada en un enllaç principal de Romania: la carretera DN1 entre Sibiu i Sebeș, rutes europees E68 / E81. Miercurea Sibiului també es troba a la línia 200 Căile Ferate Române, que va de Brașov a Curtici.

## Història
La zona fou habitada en temps antics pels dacis; al poble d’Apoldu de Sus s’han trobat polseres dacies de cap de bou de l’ edat del ferro.
Des del segle XII o XIII, la ciutat estava habitada per saxons transsilvans i, a partir del 1355, es va convertir en una de les set seus originals de Saxondom de la zona de Sibiu.
La ciutat és el lloc de naixement d'Ilie Măcelaru (1822–1891), advocat que va participar en la revolució de 1848 i membre fundador del partit nacional romanès que es va formar a Miercurea Sibiului el 17 de març de 1869. Altres fills de la ciutat inclouen:
- Victor Capesius (1907–1985), SS nazi - Sturmbannführer a Dachau i Auschwitz
- Johann Jungwirth (n. 1973), enginyer
- Cornel Medrea (1888-1964), escultor
- Victor Precup (1889–1958), oficial militar

## Educació
Hi ha una escola secundària a Miercurea Sibiului: l’ institut tecnològic Ilie Măcelariu.

## Galeria d'imatges

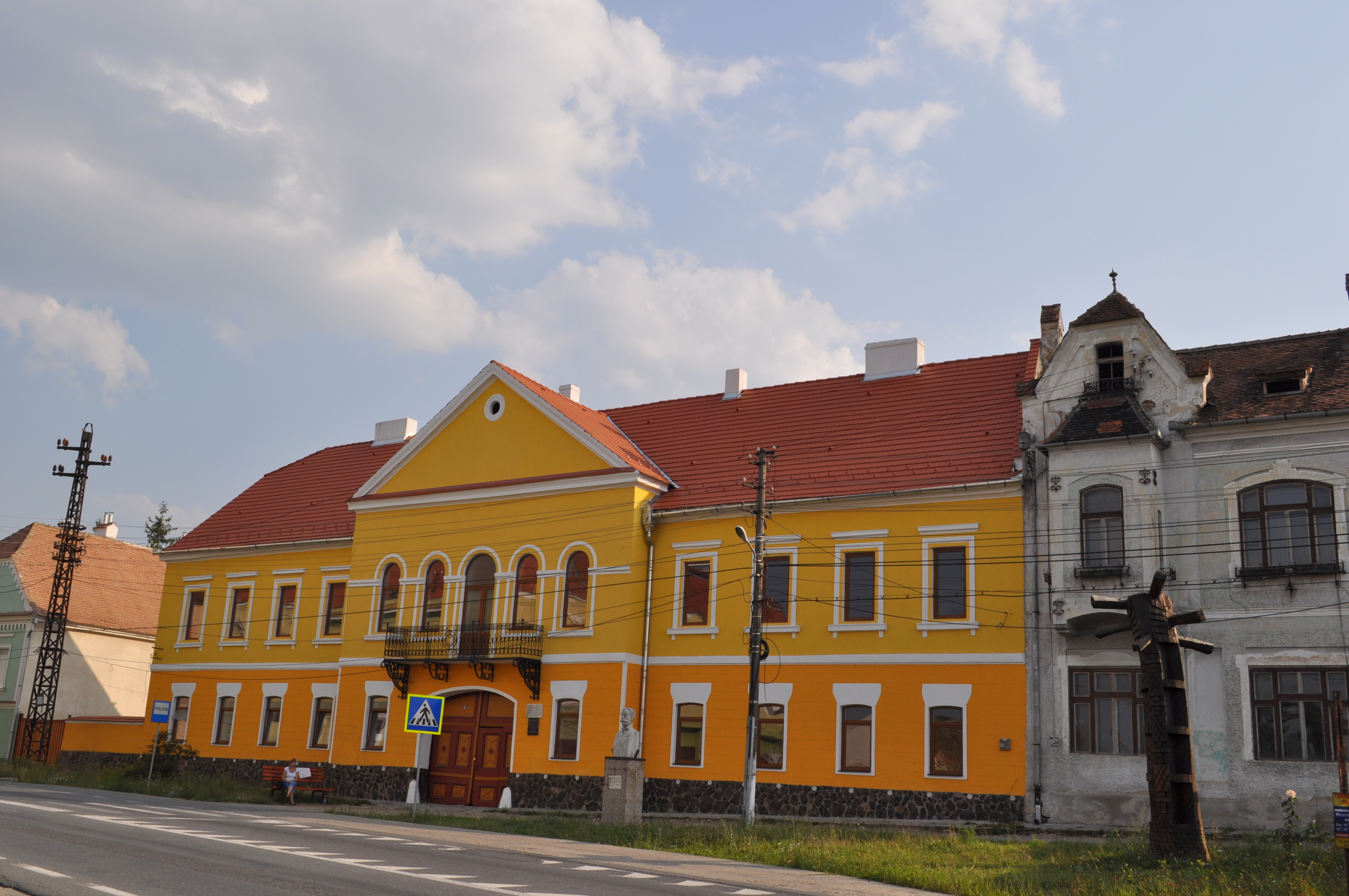
Edifici històric a Miercurea Sibiului.
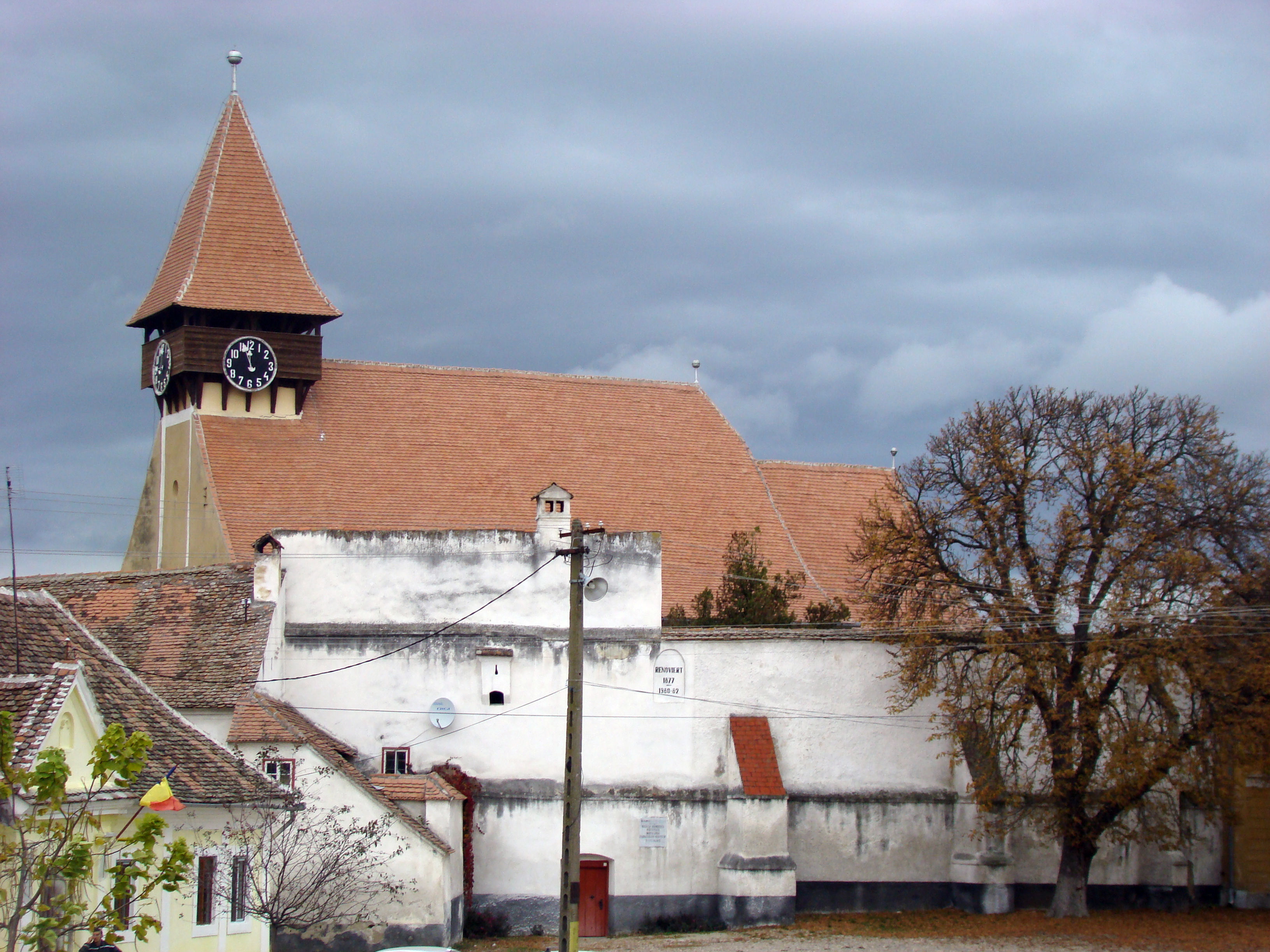
L'església fortificada de Miercurea Sibiului.
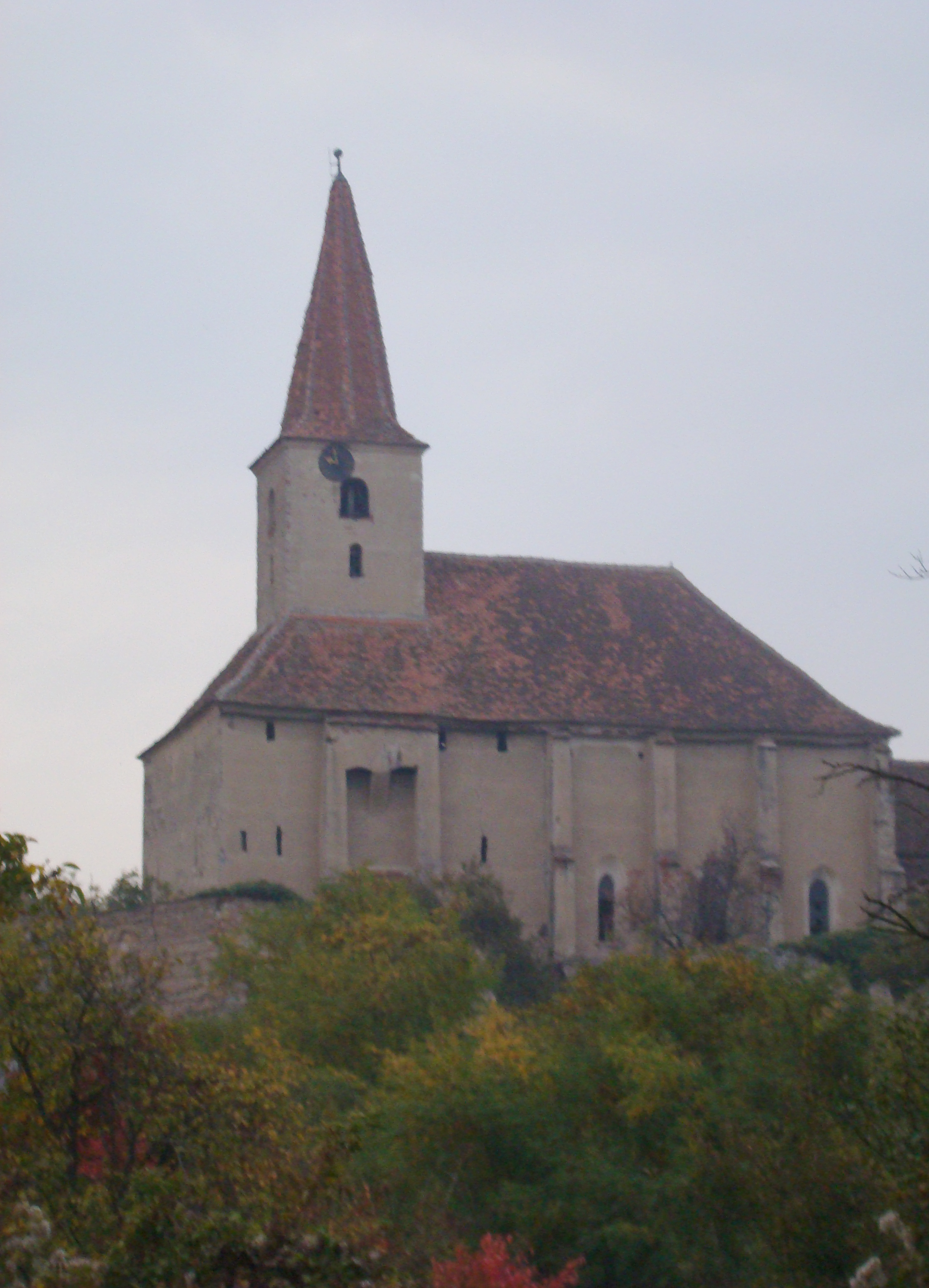
L'església fortificada de Dobârca.
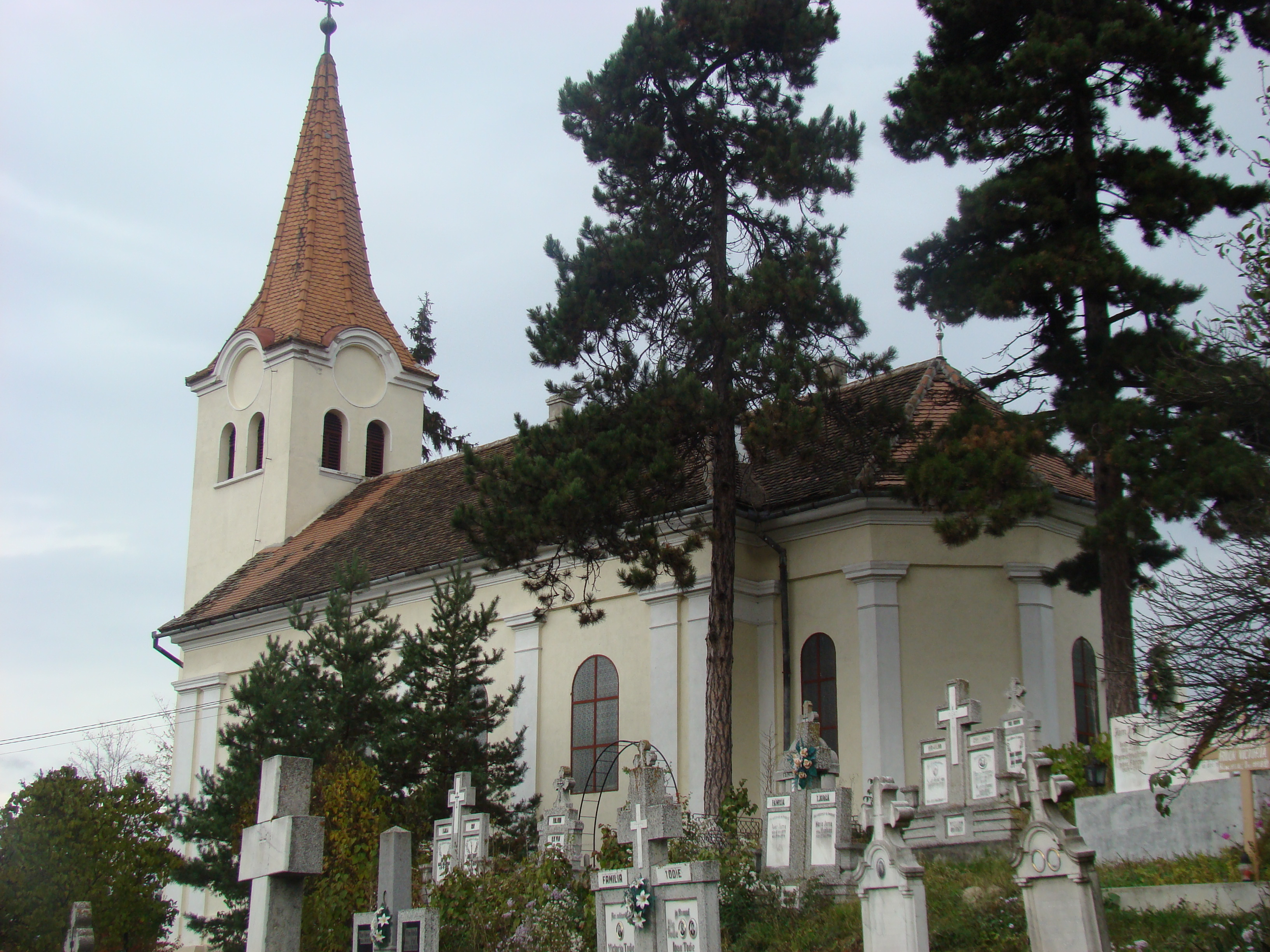
Església ortodoxa a Apoldu de Sus.